# Hylettus paraleucus
Hylettus paraleucus es una especie de escarabajo longicornio perteneciente al género Hylettus, categorizada en la tribu Acanthocinini, de la subfamilia Lamiinae. Fue descrita por Monné en 1988.
El período de actividad en los ejemplares adultos se presenta en enero, febrero, octubre y noviembre.

## Descripción
Mide 12-14,8 mm de longitud.

## Distribución
Se distribuye por América del Sur: en Brasil.